# Grüner Ring Leipzig
Der Grüne Ring Leipzig (GRL) ist eine freiwillige und gleichberechtigte Stadt-Umland-Kooperation auf Basis einer Zweckvereinbarung nach SächsKomZG, der die 14 Mitgliedskommunen Belgershain, Böhlen, Borsdorf, Brandis, Großpösna, Leipzig, Markkleeberg, Markranstädt, Pegau, Rackwitz, Rötha, Schkeuditz, Taucha und Zwenkau sowie die beiden Landkreise Leipzig und Nordsachsen angehören. Viele regional tätige Organisationen, Verbände, Unternehmen, Bürger und Vereine bringen sich in die Projekte ein. Der Grüne Ring Leipzig wurde 1996 gegründet, um gemeinsam die Attraktivität der Region zu verbessern.
Die Stadt Leipzig, vertreten durch das Amt für Stadtgrün und Gewässer, ist im Grünen Ring Leipzig zuständig für: Grundsatz- und strategische Arbeit, Projektmanagement, Fördermittelakquisition, Haushalt und Umlageverwaltung, Umsetzung der Zweckvereinbarung, Leitung der AG Gewässerverbund Leipziger Neuseenland sowie die Vertretung der Kommunen gegenüber Dritten.
Die Geschäftsstelle des Grünen Rings Leipzig bei der Gemeinde Borsdorf ist als Servicestelle zuständig für: Öffentlichkeitsarbeit, Kommunikation und Organisation, Netzwerkarbeit für alle Akteure, Digitales Landschaftsmodell, Unterhaltung von Radrouten-Beschilderung, Schautafeln und Wasserwegweisung Kurs 1 und 7.
Der Radwanderweg Grüner Ring Leipzig – Radroute (bis 2020 als Äußerer Grüner Ring bezeichnet) verbindet über 165 km die Mitgliedskommunen des GRL. Er quert dabei andere regionale Radrouten wie Elster-Radweg, Elster-Saale-Radweg, Parthe-Mulde-Radroute, Pleiße-Radweg und Neuseenland-Radroute. Er führt von der Elster- und Luppenaue über Rackwitz in die Parthenaue, über Taucha, Borsdorf, Beucha, Naunhof, Belgershain durchs Leipziger Neuseenland nach Rötha, Böhlen, Zwenkau und Pegau nach Markranstädt, dann wieder Richtung Schkeuditz.
Bis zum Jahr 2020 existierte zudem der Innere Grüner Ring, dieser führte über 65 km durch die Ortsteile entlang an Leipzigs Stadtgrenzen, durch Markkleeberg und Markranstädt. Da die Bedeutung des Inneren Rings als inzwischen gering eingeschätzt, die Beschilderung nicht mehr den Standards des Freistaates entsprach und eine wirklich umfassende Ertüchtigung nicht realisierbar war, wurde die Beschilderung im Mai/Juni 2020 abgebaut.

## Konzeption
Die Arbeitsgruppen befassen sich mit Projekten in den Themenbereichen Landschaft, Interkommunales Flächenmanagement, Landwirtschaft, Touristische Infrastruktur, Umwelttechnologie und Gewässer. Hinzu kommen temporäre projektbegleitende AGs.
Das Regionale Handlungskonzept (RHK) ist das wichtigste Dokument, der abgestimmte Leitfaden für die Entwicklung der Kultur- und Landschaftsregion und Richtlinie und Handlungsgrundlage für die Arbeit des Grünen Rings Leipzig. Das erste Regionale Handlungskonzept entstand 1998, eine Fortschreibung mit 26 Schlüsselprojekten und über 900 Einzelmaßnahmen im November 2003. Eine Zwischenbilanzierung erfolgte 2006. 2014/15 erfolgte die zweite Fortschreibung. Jeweils aktuelle Projekte des Grünen Rings Leipzig sowie zahlreiche Studien und Informationen sind auf der Website des GRL für jedermann verfügbar. Konzepte des GRL greifen generell nicht in die Planungshoheit der Kommunen ein.